# Brovet
Brovet je priimek v Sloveniji, ki ga je po podatkih Statističnega urada Republike Slovenije na dan 1. januarja 2010 uporabljalo 9 oseb in je med vsemi priimki po pogostosti uporabe uvrščen na 19.620. mesto.

## Znani nosilci priimka
- Irena Brovet Zupančič (1944—2023), zdravnica oftalmologinja
- Rupert Brovet (1887–1970~?), gozdarski inženir, graditelj gozdnih železnic
- Stanislav Brovet (1930—2007), obveščevalec in admiral JLA